# Holoplatys lhotskyi
Holoplatys lhotskyi är en spindelart som beskrevs av Zabka 1991. Holoplatys lhotskyi ingår i släktet Holoplatys och familjen hoppspindlar. Inga underarter finns listade i Catalogue of Life.